# دولت فدرال انتقالی سومالی
دولت فدرال انتقالی جمهوری سومالی (زبان سومالیایی: Dowladda Federaalka Kumeelgaarka، به عربی: الحکومة الاتحادیة الانتقالیة) از ۱۴ اکتبر ۲۰۰۴ تا ۲۰ اوت ۲۰۰۴ به عنوان دولت موقت سومالی به رسمیت شناخته شد. 